# Симферопольский мусульманский комитет
Симферопольский мусульманский комитет, Муском — крымскотатарская коллаборационистская организация, действовавшая на стороне нацистской Германии на территории оккупированного Крыма в годы Второй мировой войны. Как подчёркивало руководство комитета, их целями были поддержка Германии (в частности, в форме организации добровольческих отрядов, поиска партизан и коммунистов), борьба с евреями и советской властью.

## Создание
Вскоре после занятия полуострова Крым немецкими войсками, с согласия оккупационных властей стали создаваться национальные комитеты, с одной стороны представлявшие интересы различных этнических групп полуострова, а с другой — использовавшиеся оккупационными властями как инструмент влияния на проживавших в Крыму представителей соответствующих народов. Одним из первых был создан Мусульманский комитет, образованный в конце декабря 1941 года в Бахчисарае. Вскоре комитет перебазировался в Симферополь и стал на основании директивы Отто Олендорфа называться Симферопольским мусульманским комитетом.
При штабе 11-й армии вермахта в Крыму было создано представительство Министерства иностранных дел, представителем был назначен ведущий сотрудник МИД майор Вернер Отто фон Хентиг. На него возлагалась координация работ верховного командования Вермахта, МИД и репрессивных структур по вовлечению крымских татар в антисоветскую борьбу. Хентиг непосредственно участвовал в формировании Симферопольского мусульманского комитета 23 ноября 1941 года. В руководство первого состава комитета вошли Джемиль Абдурешидов, Ильми Керменчикли и Мемет Османов.
3 января 1942 года состоялось первое совещание комитета в Симферополе под председательством Джемиля Абдурешитова. В январе 1942 года его заместителем стал Ильми Керменчикли. Комитет состоял из 18 человек: президента, двух его заместителей и пятнадцати членов, отвечающих за определенное направление деятельности. Кандидаты в члены комитета утверждались начальником полиции безопасности и СД генерального округа «Таврия». Главная цель создания комитета — содействие функционированию органов немецкой оккупационной администрации во всех сферах их деятельности.
Несмотря на достаточно лояльное (особенно в первое время) отношение оккупационной власти к крымским татарам, комитету не было позволено называться «крымскотатарским» или «татарским», а также распространить свою деятельность на всю территорию Крыма.

## Структура
Личный состав комитета насчитывал 18 человек: президента, двух заместителей президента и пятнадцати членов, каждый из которых нёс ответственность за определённый круг вопросов. Комитет состоял из пяти отделов:
- Отдел по борьбе с «бандитами» (под которыми подразумевались советские партизаны) — занимался сбором сведений о партизанских отрядах, коммунистах и др. Координировал действия со службами начальника полиции безопасности и СД;
- Отдел по комплектованию добровольческих формирований;
- Отдел по оказанию помощи семьям добровольцев — снабжение сотрудников мусульманского комитета, родственников и семей добровольцев, служивших в частях вермахта и полиции, а также нуждающихся татар;
- Отдел по пропаганде и агитации (в частности, главе отдела подчинялся персонал редакции газеты «Азат Кърым»);
- Отдел религии (нем. Religionsdezernat), который занимался духовным окормлением татарских добровольцев. Этот отдел быстро приобрёл репутацию высшего религиозного авторитета крымских мусульман[2].

Анализ персонального состава комитета и их занятия до оккупации показывает, что значимых постов в советской власти или в национальной интеллигенции его члены до войны не занимали:
- Джемиль Абдурешидов — председатель комитета; выходец из зажиточной крымскотатарской семьи из Евпаторийского района, опубликовал в газете «Азат Кърым» стихотворения «Етер артыкъ!» («Хватит!»);
- Керменчикли Ильми — заместитель председателя комитета; до войны работал техником-строителем в одной из строительных контор, после отбытия в СССР наказания в виде 10 лет лишения свободы работал в сфере строительства в Узбекской ССР;
- Меметов Осман — заместитель президента комитета; до войны работал старшим заготовителем районной заготовительной конторы;
- Гафаров Эннан — начальник отдела культуры комитета; до войны занимался спекуляцией, за что неоднократно привлекался к уголовной ответственности;
- Сейдаметов Неджати — до 1941 года работал в системе «Плодовощетреста»;
- Карабаш Шамурат — член ВКП(б);
- Карабаш Абдулла — член ВКП(б), племянник Шамурата Карабаша, до эвакуации правительства Крымской АССР работал референтом по вопросам культуры в Управлении делами СНК Крымской АССР;
- Куркчи Абдулла — до войны работал в Крымском государственном издательстве переводчиком;
- Абляев Февзи — работал до войны преподавателем в одной из симферопольских школ.

Обычно штатное расписание каждого отдела насчитывало от четырёх до пяти должностей: руководителя, заместителя руководителя, секретаря отдела, писаря, переводчика и машиниста. В составе пропагандистских отделов, которые считались самыми важными, также числилось место штатного пропагандиста. Работа персонала каждого отдела велась не на общественных началах, а за соответствующее вознаграждение: размер денежного жалованья у председателя комитета и его заместителей составлял 1100 рублей, у руководителя отдела жалованье достигало 800—900 оккупационных рублей, у секретаря отдела — до 500 оккупационных рублей. Как следует из отчёта начальника немецкой полиции безопасности и СД, полный объём фонда заработной платы Симферопольского мусульманского комитета в 1943 году достигал почти 140 тысяч оккупационных рублей или почти 12 тысяч рублей в месяц.
Все районные мусульманские комитеты обладали аналогичной иерархией и в своих действиях неофициально руководствовались предписаниями Симферопольского комитета. Немецкая военная администрация активно их использовала как инструмент пропаганды и мобилизации. Их религиозные отделы самим своим существованием служили оправданием сотрудничества с нацистами с точки зрения ислама.
Члены комитета публиковали статьи в своей газете «Азат Кърым», неотъемлемым содержанием которой являлся антисемитизм. Так, в январе 1943 года Мустафа Куртиев писал: «„Азат Кърым“, явившийся путеводным маяком для наших комитетов, сыграл большую роль в добровольном привлечении татарской молодёжи в немецкую армию…», «без высокого урожая мы не сможем помочь победоносной Германской армии и восстановлении специально разоренной евреями-большевиками страны…», «„АК“ считает своей первой задачей доводить до населения все извещения и приказы Германского главнокомандования», «Мы считаем, что свободу печати мы получили только по милости наших освободителей, за что приносим благодарность фюреру Адольфу Гитлеру».
В 1944 году НКВД СССР сообщал, что комитет «имел свои филиалы во всех татарских районах Крыма, вербовал шпионскую агентуру для заброски в наш тыл, мобилизовывал добровольцев в созданную немцами татарскую дивизию, отправлял местное, не татарское, население для работы в Германию, преследовал советски настроенных лиц, предавая их карательным органам оккупационных властей, и организовывал травлю русских», «[комитеты] принимали активное участие вместе с немецкой полицией в организации угона в Германию свыше 50 тысяч советских граждан; проводили сбор средств и вещей среди населения для германской армии и проводили в большом масштабе предательскую работу против местного нетатарского населения, всячески притесняя его», «деятельность „татарских национальных комитетов“ поддерживалась татарским населением, которому немецкие оккупационные власти предоставляли всяческие льготы и поощрения».